# Mount Chalmers
Mount Chalmers är ett berg i Antarktis. Det ligger i Östantarktis. Australien gör anspråk på området. Toppen på Mount Chalmers är 2 224 meter över havet. Chalmers ingår i Conway Range.
Terrängen runt Mount Chalmers är bergig söderut, men norrut är den kuperad. Trakten är obefolkad. Det finns inga samhällen i närheten. 